# Guermantes (film)
Pour les articles homonymes, voir Guermantes (homonymie).
Pour plus de détails, voir Fiche technique et Distribution.
Guermantes est un film français réalisé par Christophe Honoré, sorti en 2021.

## Synopsis
À l'approche de l'été 2020, juste après la sortie du confinement dû à la pandémie de coronavirus en France, Christophe Honoré reprend les répétitions de sa pièce Le Côté de Guermantes, d’après l'œuvre de Marcel Proust, avec des acteurs de la Comédie-Française. Mais, au bout de quelque temps, ils apprennent que le spectacle du théâtre Marigny est annulé, que la première est annulée à cause des mesures sanitaires. Doit-on abandonner ? Les acteurs décident de continuer les répétitions entre eux et de laisser vivre la flamme du désir,.

## Fiche technique
Sauf indication contraire, les informations mentionnées dans cette section peuvent être confirmées par la base de données cinématographiques IMDb,  présente dans la section « Liens externes ».
- Titre français : Guermantes
- Réalisation et scénario : Christophe Honoré
- Photographie : Rémy Chevrin
- Montage : Chantal Hymans
- Production : Philippe Martin, David Thion
- Société de production : Les Films Pelléas
- Société de distribution : Memento Distribution
- Pays d'origine :  France
- Langue originale : français
- Genre : comédie
- Durée : 139 minutes
- Dates de sortie :  
  - France : 29 septembre 2021

## Distribution
- Claude Mathieu
- Anne Kessler
- Éric Génovèse
- Florence Viala
- Elsa Lepoivre
- Julie Sicard
- Loïc Corbery
- Serge Bagdassarian
- Gilles David
- Stéphane Varupenne
- Sébastien Pouderoux
- Laurent Lafitte
- Dominique Blanc
- Yoann Gasiorowski
- Mickaël Pelissier
- Léolo Victor-Pujebet
- Matthieu Mahévas
- Romain Gonzalez
- Olivier Giel
- Christophe Honoré

## Sortie

### Accueil critique
En France, le site Allociné recense une moyenne des critiques presse de 3,4/5

## Collection
Le film fait partie de la collection théâtre créée par Arte en 2014, collection composée d'adaptations de manière personnelle et audacieuse des grandes pièces de théâtre par des réalisateurs.
- 2014 : Que d'amour ! de Valérie Donzelli, adaptation du Jeu de l’amour et du hasard de Marivaux[5]
- 2013 : Les amis à vendre de Gaëtan Bevernaege d'après la pièce Les amis du placard de Gabor Rassov
- 2014 : Le Système de Ponzi de Dante Desarthe d'après la pièce de David Lescot[6]
- 2014 : Des fleurs pour Algernon d’Yves Angelo d’après la pièce de Daniel Keyes
- 2014 : La Forêt d'Arnaud Desplechin[7]
- 2015 : Les Trois Sœurs de Valeria Bruni Tedeschi d'après la pièce d'Anton Tchekhov[8]
- 2016 : Dom Juan et Sganarelle de Vincent Macaigne[9]
- 2017 : Les Fausses confidences de Luc Bondy d'après la pièce de Marivaux[10]
- 2017 : Oblomov de Guillaume Gallienne d'après le roman de Ivan Gontcharov[11]
- 2021 : Guermantes de Christophe Honoré[12]